# Albert Balil i Illana
Albert Balil i Illana (Barcelona, 10 de juliol de 1928 - Valladolid, 23 d'agost de 1989) va ser un arqueòleg i catedràtic universitari que va destacar en la investigació de l'art romà a la península Ibèrica, i va crear escola en l'estudi de l'antiguitat clàssica a Espanya.
Encara que va començar estudis de Medicina, aviat els va abandonar pels de Filosofia a la Universitat de Barcelona i la de Saragossa. Llicenciat el 1955, va viatjar a Itàlia on, al mateix temps que preparava la seva tesi doctoral a l'Escola Espanyola d'Història i Arqueologia a Roma, va participar en diverses excavacions amb importants arqueòlegs, com Nino Lamboglia, a més de tenir l'oportunitat de tractar i conèixer, entre d'altres, a Ronald Syme, Giovanni Becatti o Ranuccio Bianchi Bandinelli, a qui admirava especialment. Després de doctorar-se el 1957 a la Universitat Complutense de Madrid amb la seva tesi dirigida per Martín Almagro Basch sobre La casa romana en España, va ser nomenat professor auxiliar de la Càtedra d'Arqueologia Clàssica a la Complutense, que ocupava en aquells moments Antonio García Bellido, però no va abandonar els seus viatges per Itàlia. Els seus primers llibres publicats a l'inici de la dècada de 1960 ja tractaven en profunditat la presència de la cultura de Roma a Catalunya i l'actual Comunitat Valenciana. Nou anys més tard va obtenir per oposició plaça de professor universitari a Santiago de Compostel·la i quatre anys més tard va guanyar la càtedra d'Arqueologia, Epigrafia i Numismàtica a la Universitat de Valladolid; a la Facultat de Filosofia i lletres va ser degà. Des de Compostela i Valladolid, especialment des d'aquesta última, va poder desplegar la seva activitat a múltiples excavacions arreu d'Espanya, va ser redactor i investigador de diverses publicacions científiques, secretari de l'Instituto Español de Arqueología Rodrigo Caro del Consejo Superior de Investigaciones Científicas (CSIC) i va presidir un temps el Comitè Espanyol de Tabula Imperii Romani, el projecte de recerca internacional fundat el 1928 per Osbert Crawford que tenia l'objectiu d'un mapa arqueològic de l'Imperi Romà i que segueix desenvolupant-se a Europa, Àfrica i Àsia. Va ser membre de la Reial Acadèmia de la Història, de la de Belles arts de Sant Fernando, Real Academia Galega, Sociedad Española de Estudios Clásicos i membre de múltiples comitès científics, tant a Espanya, com a Portugal i Itàlia.

## Obra
Entre les publicacions, destaquen les fundades per ell mateix durant el temps que va estar a Santiago, Studia Archeologica i Studia Romana, que van acabar sent editades a Valladolid. També va destacar en la redacció d'articles per a enciclopèdies i diccionaris generals i especialitzats de tot el món: Dizionario epigrafico di antichità romane, Enciclopedia de'll Arte Antica Clasica e Orientale, Princenton Dictionary of Classical Sites i Enciclopedia Rialp, entre d'altres. Del conjunt de llibres publicats, destaquen:
- Las murallas bajoimperiales de Barcino (1961)
- Colonia Iulia Augusta Paterna Faventia Barcino (1964)
- Lucernae singulares (1968)
- Estudios sobre mosáicos romanos (1970)
- Casa y urbanismo en la España antigua (1971)
- Casa y urbanismo en la España antigua (1972)
- Historia social y económica de la España Romana, siglos I-III (1975)
- Esculturas romanas de la Península Ibérica (1978)
- Tesorillo de áureos romanos hallado en Barcelona (1983)
- Escultura romana de Ibiza (1985)